# Ormiscodes telifera
Ormiscodes telifera är en fjärilsart som beskrevs av Eugène Louis Bouvier 1930. Ormiscodes telifera ingår i släktet Ormiscodes och familjen påfågelsspinnare. Inga underarter finns listade i Catalogue of Life.